# モロッコ、彼女たちの朝
『モロッコ、彼女たちの朝』（もろっこ かのじょたちのあさ、原題：آدم　英題：Adam）は、2019年に制作されたマリヤム・トゥザニ監督によるモロッコのドラマ映画。
未亡人とシングルマザーの視点から、イスラム社会における女性の権利について描かれた作品である。
本作の印象的な色彩や構図は、画家のフェルメールやカラバッジョに影響されている。
第72回カンヌ国際映画祭の「ある視点」部門で上映された。
第92回アカデミー賞で、モロッコの国際長編映画賞に選ばれたが、ノミネートは逃した。

## あらすじ
美容師だったサミアは、失業中で必死に職を探しているが、妊娠中の彼女に世間は冷淡で、様々な家を訪ねて仕事をさせてほしいと頼みに回るものの、どこも門前払いだった。ムスンメンなどを売っているパン屋にも仕事を申し込むが、女主人でシングルマザーのアブラにも他の人々と同じく断られる。途方に暮れたサミアは、夜になってもアブラの店の前で座り込んでいた。そんな彼女を見かねたアブラは、一晩だけ家に泊まらせることにする。
翌日、不安な表情のサミアを心配したアブラは、気が進まないものの、あと数日宿泊することを許可した。そんな中、サミアは、アブラの一人娘ワルダと打ち解け意気投合する。しばらくして、アブラは、サミアの居候に気付いた近所の女性に、何者か尋ねられたが、いとこであると嘘をつく。また、アブラに好意を寄せる男性スリマニも顔を出すようになった。世間体を気にしたアブラは、サミアに出ていくよう告げる。
サミアがいなくなったことを知ったワルダに問いただされたアブラは、「夫と一緒に出ていった」と弁解するが、ワルダは嘘を見抜きアブラと衝突する。ワルダの願いを聞き入れたアブラは二人でサミアを探し、町の中心部で発見するが、サミアは逃げてしまう。アブラとワルダは、かたくななサミアを懸命に説得し、家へ連れ帰る。
サミアは、父親のいない子供は、社会的な差別を受け、経済的にも苦しむことから、産んだ子を養子に出して実家に帰ると主張する。それに対し、アブラはこの家で産むよう諭すが、サミアは納得しなかった。
ある時サミアは、アブラの部屋で、仕舞われていた多くのカセットテープを発見する。アブラの仕事の手伝いにも慣れ、サミアがルジザ作りが得意であることもわかり、店も繁盛してきたため、サミアは店頭でカセットテープをかけ音楽を流す。すると、アブラは怒り、サミアをつかんで小競り合いになってしまう。しかし、徐々に気持ちがほぐれていったアブラは、何かが込み上がるように踊り始める。カセットに録音されていた音楽には、亡き夫との思い出がつまっており、封印していた過去が呼び覚まされたのだ。
その夜、アブラはサミアに、亡くなった夫について打ち明ける。アブラの夫は漁師で、ある日、異変が起きた漁港へ急行するが、事故に巻き込まれ帰らぬ人になったのだった。葬儀の準備を速やかに行うことを理由に、妻であるにもかかわらず遺体に触れることもできず埋葬されてしまったことを、アブラは今も悔いていた。悲しい過去を吐露したアブラに、サミアは「女性の権利は限られている」と言い、気持ちを共有する。
そして、サミアもシングルマザーの厳しさを再確認することになり、「自分では育てられない。愛する家族に育ててほしい」と懇願する。アブラは「養子に出せば、後戻りできない」と説得するが、サミアは「罪から生まれた父親のいない子に苦労はかけたくない。故郷に戻って結婚し、家庭をもって全て忘れる」と応じない。
寝室で一人になったアブラは、鏡の前で服を脱ぎ、女性としての自分を見つめ直す。その後、夫が亡くなって以来、感情を押し殺してきたアブラは、生気を取り戻し、サミアとの距離はこれまでになく縮まる。アブラに好意を寄せていたスリマニにも心を開き、順調な日々が始まろうとしていた矢先、サミアが破水してしまう。
助産師の下、無事に出産したサミアであったが、喜ぶことができず、生まれたての子供に名前をつけないどころか、顔も見たくないと涙を流す。サミアは、養父母を探してくれる人に子供を渡すと訴えるが、アブラは人身売買の危険性を伝え、思いとどまるよう説得する。なおも拒絶し続けるサミアに対しアブラは、せめて休日明けに児童福祉施設に預かってもらうよう提案するが、それでもサミアは納得しなかった。
アブラが部屋を後にしてからも、夜通し泣き続ける赤ん坊に一人苦悩していたサミアだったが、自分の乳を与えることにし、我が子への愛を確かめ始める。
翌日、サミアは子供を「アダム」と名付けた。アブラは、出産で開いた骨盤を元に戻すため、サミアに腰布を巻いて労わるが、「子供が不幸になる」と不安に苛まれるサミアは、養子に出す意思が変わらないことをアブラに伝える。だが、アブラの真剣な願いをようやく受け止めたサミアは、翌朝に支度を整え、施設に預けることに同意する。
その夜、サミアは寝室で我が子を抱きながら激しい葛藤に襲われ、嗚咽する。そして、まだ空が白み始めたばかりで、アブラたちが寝静まっているうちに、サミアは我が子を抱きかかえ密かにアブラの家を去る。

## キャスト
- アブラ：ルブナ・アザバル
- サミア：ニスリン・エラディ
- ワルダ：ドゥエ・ベルカウダ
- スリマニ：アジズ・ハッタブ

## 評価
第72回カンヌ国際映画祭にて、クィア・パルム賞ノミネート (マリヤム・トゥザニ)。
2019年カイロ国際映画祭にて、アラブ・スターズ・オブ・トゥモロー賞、スクリーン・インターナショナル (ニスリン・エラディ) 受賞。
2019年シカゴ国際映画祭にて、新人監督コンペティションにノミネート (マリヤム・トゥザニ)、ロジャー・イーバート賞 (マリヤム・トゥザニ) 受賞。
2019年メルボルン国際映画祭にて、国際長編コンペティションにノミネート。
2019年ダーバン国際映画祭にて、主演女優賞 (ニスリン・エラディ)、国際コンペティション最優秀映画賞ノミネート (マリヤム・トゥザニ)。
2020年パームスプリングス国際映画祭にて、ローカル審査員賞受賞。
2021年リュミエール賞にて、最優秀国際共同製作賞ノミネート（マリヤム・トゥザニ）、最優秀新人女優賞ノミネート (ニスリン・エラディ)。